# Krasienin-Kolonia
Krasienin-Kolonia – kolonia w Polsce położona w województwie lubelskim, w powiecie lubelskim, w gminie Niemce.
W latach 1975–1998 miejscowość administracyjnie należała do województwa lubelskiego.
W miejscowości krzyżują się droga wojewódzka nr 809 oraz 828.
Wieś stanowi sołectwo gminy Niemce. Według Narodowego Spisu Powszechnego z roku 2011 wieś liczyła 366 mieszkańców.
Wieś jest siedzibą rzymskokatolickiej parafii Narodzenia Najświętszej Maryi Panny i św. Sebastiana w Krasieninie.

## Zabytki
Według rejestru zabytków NIDna listę zabytków wpisane są obiekty:
- kościół parafialny pw. Narodzenia NMP i św. Sebastiana, ogrodzenie z 4 kaplicami oraz cmentarz kościelny, nr rej.: A/567 z 31.12.1971
- zespół dworski, nr rej.: A/612 z 17.07.1972, w tym: dwór, 2 bramki, park i aleja lipowa (do rynku)
- dawna karczma, XVIII/XIX w., nr rej.: A/613 z 17.07.1972

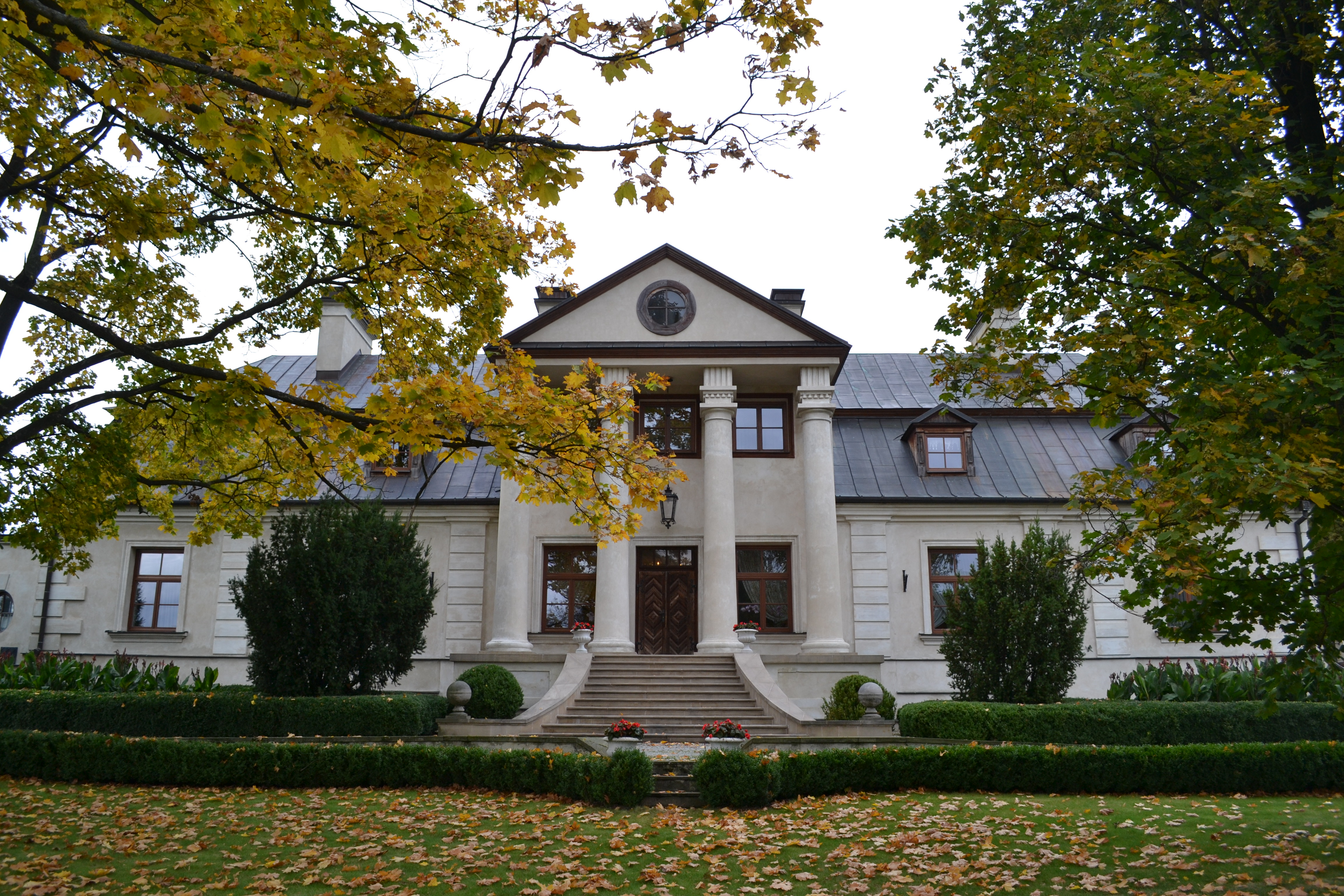
Dwór
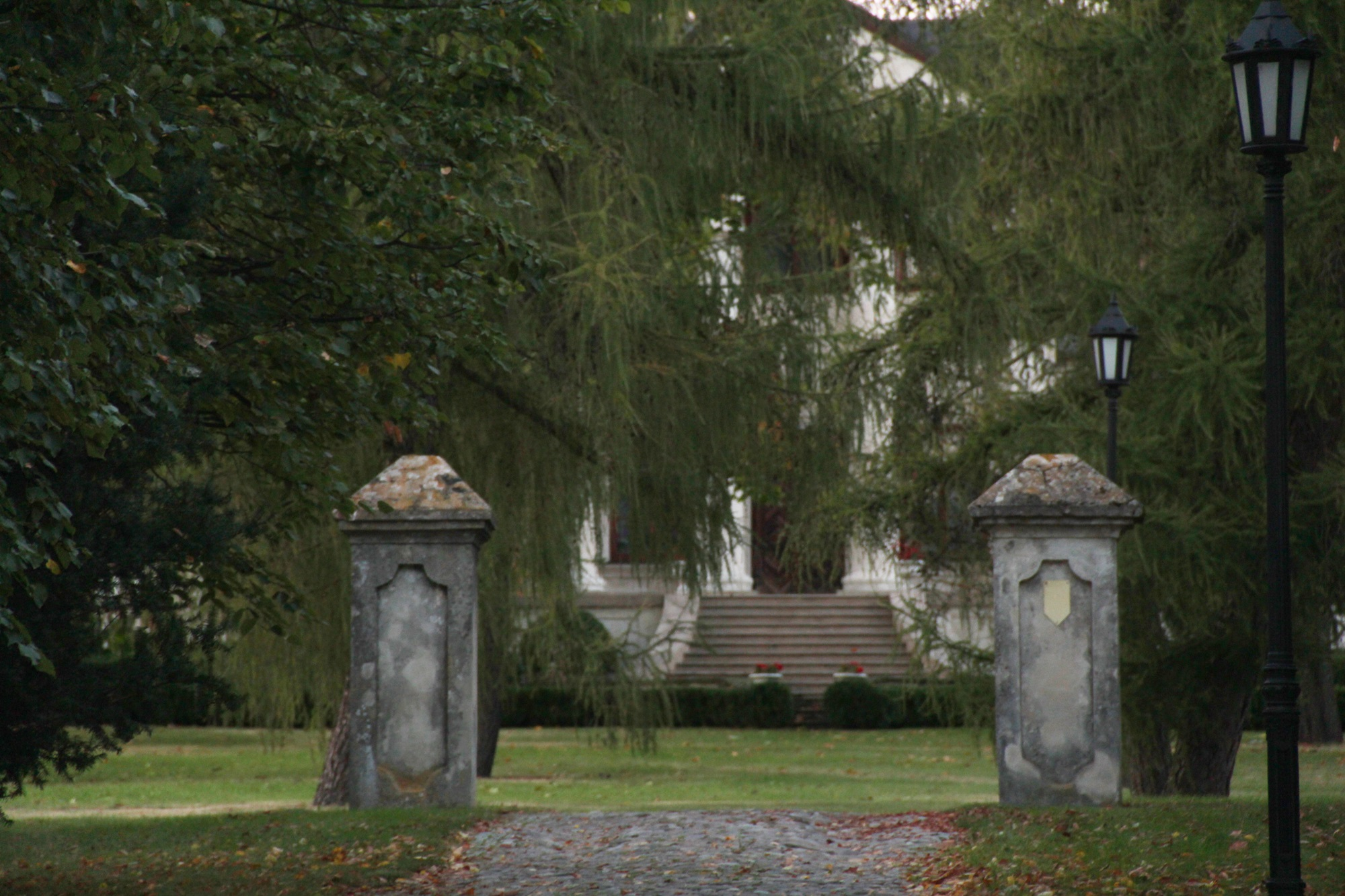
Jedna z bram dworskich
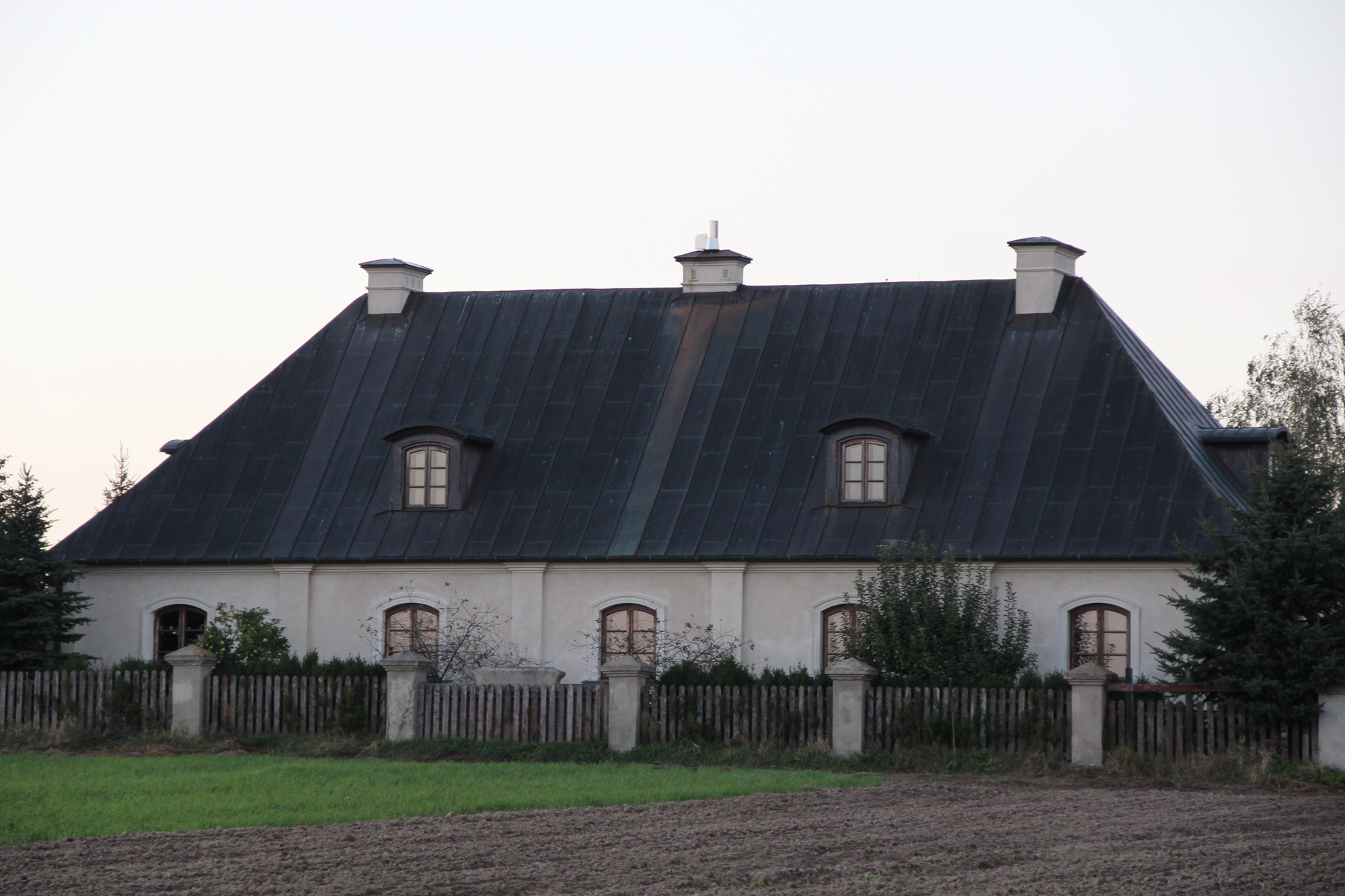
Budynek folwarku
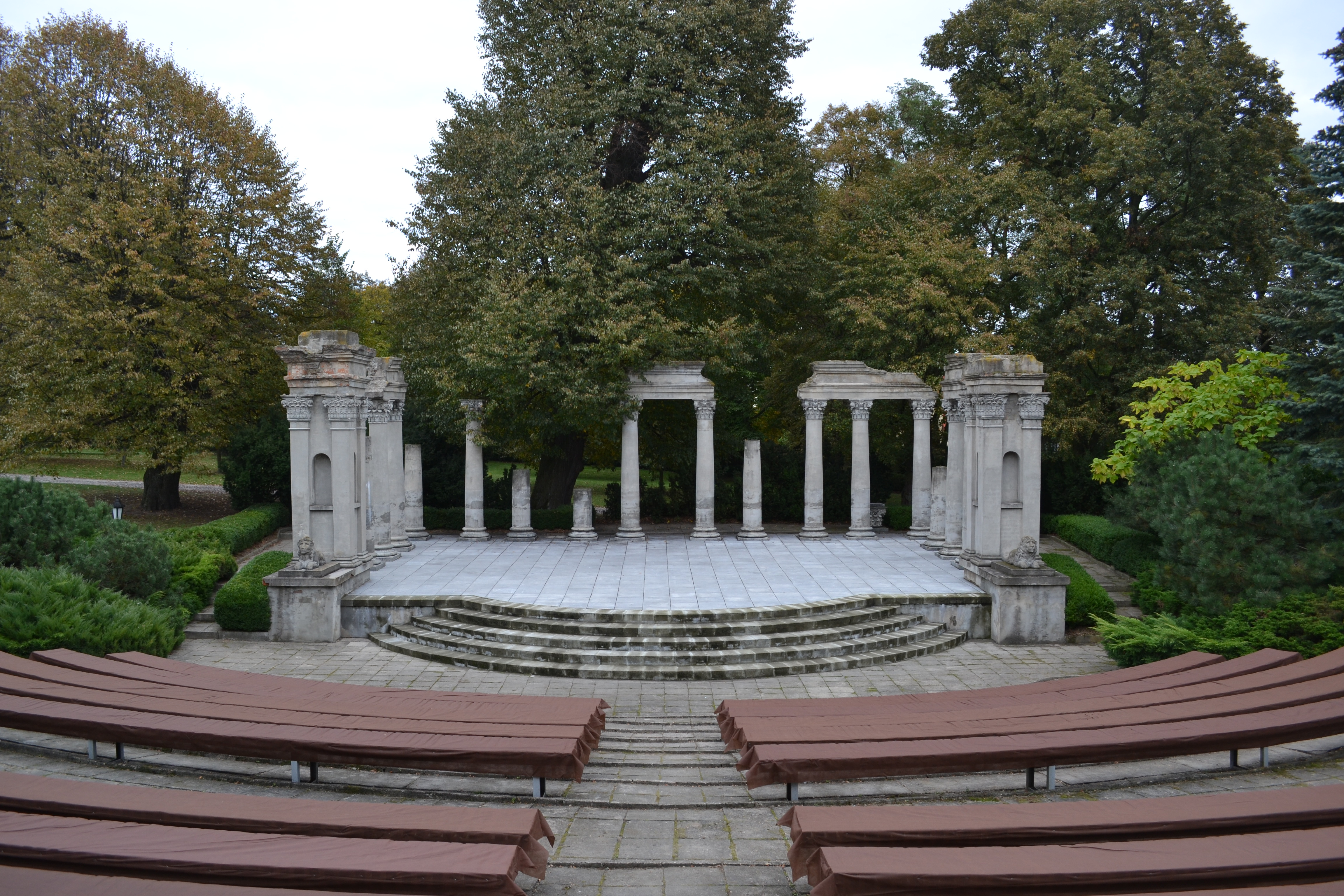
Amfiteatr w parku
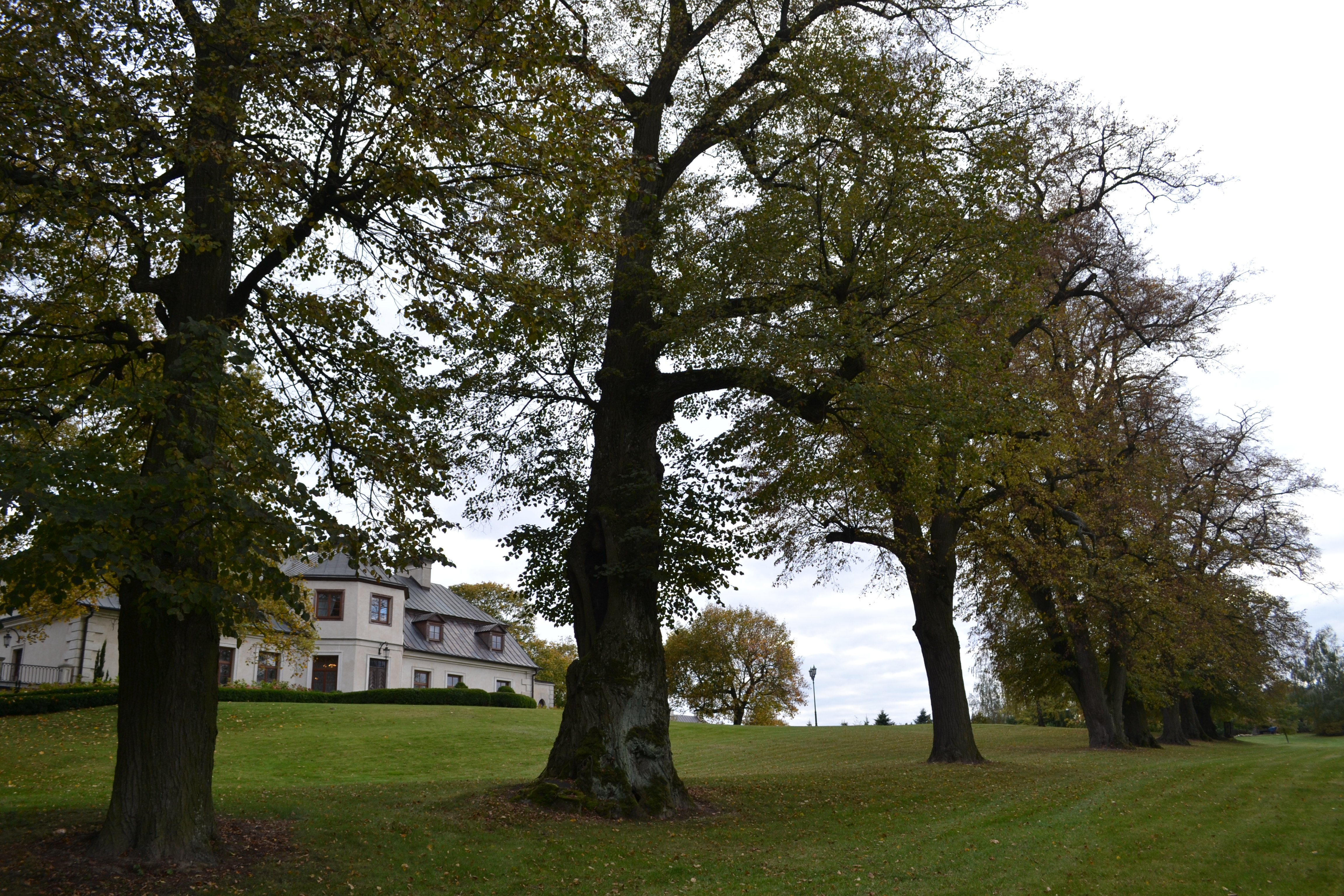
Park i aleja lipowa

## Szlaki turystyczne
- Szlak Renesansu Lubelskiego